# Liothorax isikdagensis
Liothorax isikdagensis är en skalbaggsart som beskrevs av Vladimir Balthasar 1952. Liothorax isikdagensis ingår i släktet Liothorax och familjen Aphodiidae. Inga underarter finns listade i Catalogue of Life.